# Positiva
Positiva ist ein Londoner Dance- und House-Label, das überwiegend für den britischen Markt aktiv ist.

## Geschichte
Das Label wurde 1993 vom XL-Recordings-Macher Nick Halkes als Dance-Division des Labels EMI Music gegründet. Erfolgreiche Künstler waren zunächst Reel 2 Real, DJ Quicksilver oder B.B.E. In den Nuller Jahren folgten Spiller, Paul van Dyk oder Axwell.
Ab 2010 kamen Acts wie David Guetta, Deadmau5 und Swedish House Mafia ins Programm. 2012 wechselte das Label zur Universal Music Group. Neue Signings waren nun Armin van Buuren, Avicii oder Oliver Heldens.

## Künstler (Auswahl)
- Reel 2 Real
- Vengaboys
- Alice DeeJay
- Spiller
- The Shapeshifters
- DJ Quicksilver
- B.B.E.
- Sophie Ellis-Bextor
- Kid Crème
- David Guetta
- Deadmau5
- Swedish House Mafia
- Avicii
- Martin Garrix
- Martin Solveig
- Marshmello